# HMS Cambrian (1916)
HMS Cambrian là một tàu tuần dương hạng nhẹ thuộc lớp tàu tuần dương C của Hải quân Hoàng gia Anh Quốc được chế tạo trong giai đoạn Chiến tranh Thế giới thứ nhất, và là chiếc dẫn đầu của lớp phụ Cambrian. Lớp phụ này, vốn còn bao gồm HMS Castor, HMS Canterbury và HMS Constance, về căn bản dựa trên cấu trúc lườn của lớp phụ Caroline nhưng chỉ có hai ống khói và độ dày tối đa của đai giáp lên đến 102 mm (4 inch) thay vì 76 mm (3 inch) như của Caroline.
Cambrian được chế tạo bởi hãng Pembroke Dock. Nó được đặt lườn vào ngày 8 tháng 12 năm 1914; được hạ thủy vào ngày 3 tháng 3 năm 1916; và được đưa ra hoạt động cùng Hải quân Hoàng gia vào tháng 5 năm 1916.
Trong chiến tranh Cambrian được phân về Hải đội Tuần dương nhẹ 4 thuộc Hạm đội Grand. Nó có quãng đời phục vụ trong chiến tranh khá êm ả, và đã sống sót qua cuộc chiến. Được xem là lạc hậu vào những năm 1930, nó bị bán vào ngày 28 tháng 7 năm 1934 cho hãng Metal Industries tại Rosyth để được tháo dỡ.